# 傅先伟
傅先伟（1944年2月—2018年8月20日），浙江宁波人，中国基督教三自爱国运动委员会主席。

## 生平
傅先伟自金陵協和神學院教牧研究生班毕业。曾经在上海周家渡船厂和学校工作。1988年进入上海市基督教两会（上海市基督教三自爱国运动委员会、上海市基督教教务委员会）。1996年5月出任上海沐恩堂长老。1997年1月，当选为上海市基督教三自爱国运动委员会常务委员。1997年10月，当选为上海市基督教三自爱国运动委员会第七届秘书长。2002年11月1日，当选为上海市基督教三自爱国运动委员会第八届主席。2003年起，任第十届全国政协委员。2008年1月13日，在中国基督教第八次代表会议上接替季剑虹当选中国基督教三自爱国运动委员会第八届主席，此后连任第九届主席。2008年，担任第十一届全国政协常务委员。2013年，担任第十二届全国政协常务委员。2018年，担任第十三届全国政协常务委员。
2018年8月20日，傅先伟在上海华山医院安息主怀，享年74岁。